# وفاء الصديق
وفاء الصديق أو وفاء صديق (من مواليد 1950) عالمة مصريات مصرية، كانت مدير عام المتحف المصري بالقاهرة من 2004 إلى 2010. وأول امرأة تشغل هذا المنصب بالمتحف.

## حياتها الشخصية

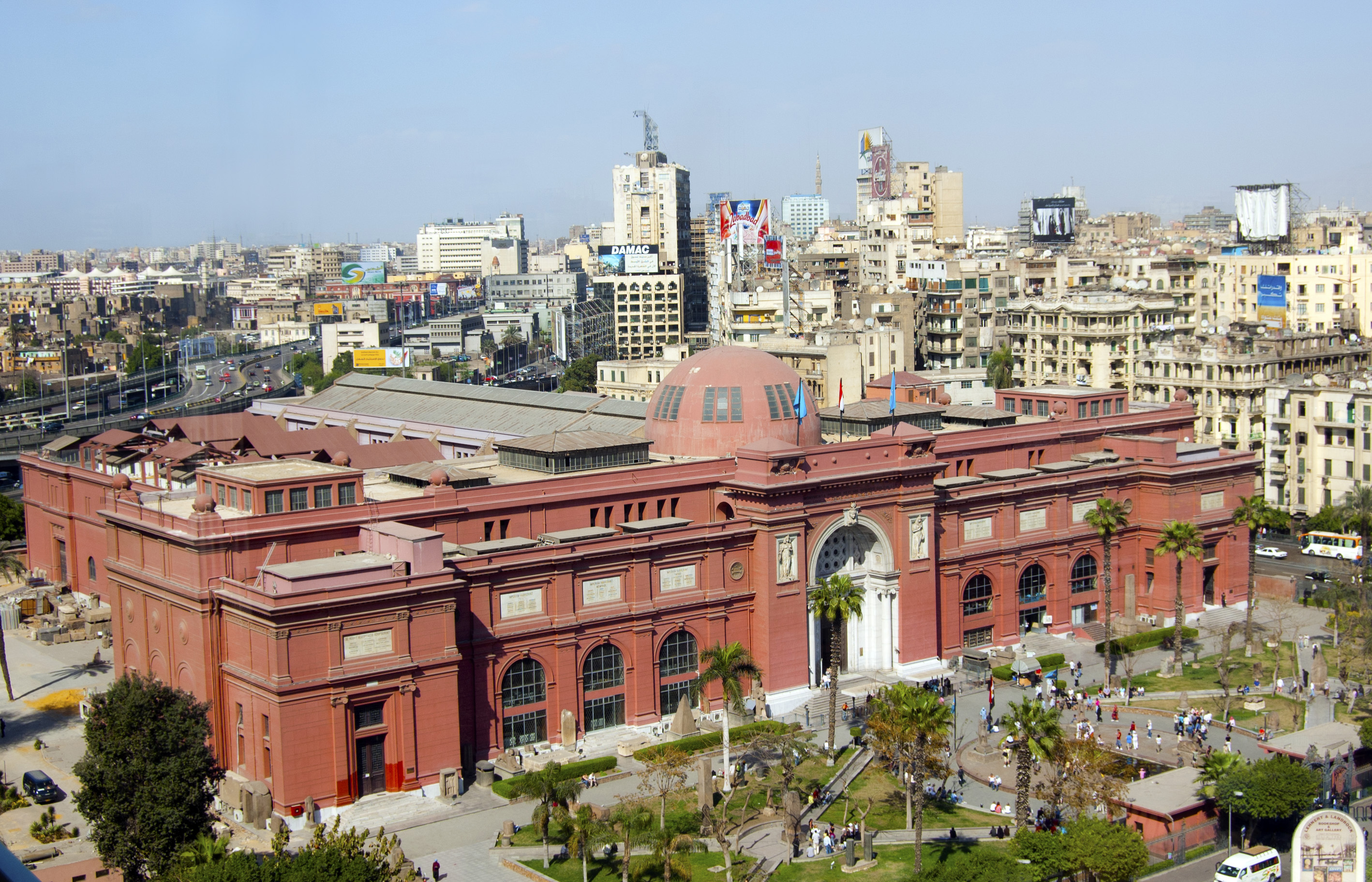
المتحف المصري

ولدت وفاء الصديق في 1950، دلتا النيل، مصر. وخلال حرب العدوان الثلاثي، انتقلت عائلتها إلى القاهرة. حيث درست علم الآثار في جامعة القاهرة، ثم أكملت دراستها وحصلت على درجة الدكتوراه من جامعة فيينا. وقد عاشت وعملت في كولونيا بألمانيا لمدة 15 عاماً، وخلالها التقت بزوجها د. عزمي الرباط، صيدلي مصري. وتزوجا في عام 1989 ورزقا بطفلين. وقد شغلت أختها منصب وزيرة الدولة لوزارة الموارد المائية والري.

## حياتها المهنية
أرادت وفاء الصديق أن تمتهن الصحافة في البداية، بسبب اهتمامها بأحداث حربي 67 و73. لكنها أصبحت مهتمة بعلم الآثار بعد زيارتها طيبة وسد أسوان.
وقد قدمت جولات تاريخية لقادة العالم بما في ذلك مارغريت تاتشر وجيمي كارتر وهلموت شميت، وكذلك الرئيس المصري السابق أنور السادات. وفي سن السابعة والعشرين، ذهبت للعمل في معرض توت عنخ آمون في نيو أورليانز، الولايات المتحدة.
تولت وفاء الصديق منصب مدير عام المتحف المصري بالقاهرة في الفترة من 2004 إلى 2010. وكانت أول امرأة تشغل هذا المنصب في المتحف. وخلال عملها كمديرة، تقول وفاء الصديق إنها تلقت العديد من العروض ذات الدوافع السياسية لتمويل المتحف. كما ادعت أن المتحف كان يحقق دخلاً يومياً مقداره حوالي مليون جنيه مصري، لكن معظم هذه الأموال كانت تحول إلى الحكومة المركزية بدلاً من إنفاقها على المتحف. وفي كتابها الذي حمل عنوان «حماية كنوز الفرعون-حياتي في علم المصريات»، ادعت إنها تنبأت بالثورة المصرية في 2011، قائلة إنها اعتقدت أنها ستكون مماثلة للثورة التونسية. في أكتوبر 2010، اختارها الرئيس المصري حسني مبارك لانتقاء القطع الأثرية المشاركة في أحد معارض روما. لكن الآثار التي اختارتها رفضت لاحقاً. وفي ديسمبر 2010 وصلت إلى سن التقاعد بحيث اضطرت إلى التخلي عن منصبها في المتحف المصري.
خلال أحداث الثورة المصرية في 2011، شهدت وفاء الصديق عملية نهب المتحف المصري ومتحف ممفيس (متحف ميت رهينة). حينها ألقت باللوم على ضباط الشرطة وأمناء المتحف. وأعربت بعد الثورة عن قلقها إزاء حماية الآثار التاريخية المصرية.

## مؤلفاتها
- «مساهمات في علم المصريات 5» (Beiträge zur Ägyptologie 5)؛ منشورات قسم الدراسات الإفريقية وعلم المصريات بجامعة فيينا 29. فيينا 1984 (ترجمها إلى العربية حسن ناصر الديان، القاهرة، 2007).
- «ليس هناك سوى الطريق المستقيم» (Es gibt nur den geraden Weg)
- «رحلة إلى الخلود»
- «فرعون» 2007
- القطة ذات القناع الذهبي: كتاب مصور للأطفال (Die Katze mit der Goldenen Maske)
- «هليوبوليس»، 2010.
- «مقبرة الأسرة السادسة والعشرين في الجيزة: تحليل لمقبرة تيري ومكانتها في تطور فن العمارة الجنائزية السلسلة»
- «حماية كنوز الفرعون-حياتي في علم المصريات»